# Totál Dráma Sziget
A Totál Dráma Sziget (eredeti címén Total Drama Island) 2007 és 2008 között vetített amerikai–kanadai televíziós animációs sorozat, amely a 21. századi tinédzserek világát mutatja be, egy valóságshow keretén belül.
A sorozat Amerikai Egyesült Államokban 2008. júniusában indult el, az Kanadában pedig 2007. júliusában. Magyarországon 2008. szeptember 4-én kezdte vetíteni a Cartoon Network. A sorozatnak 29 epizódja van, amelyek egyenként 22 percesek. A 26. egy összefoglaló rész, amelyet Magyarországon nem vetítenek.
2021. február 17-én bejelentették, hogy a Totál Dráma Sziget két új évaddal tér vissza.

## Történet
A sorozat egy kis kanadai szigeten játszódik a lepusztult Wawanakwa táborban, ahová 22 versenyző érkezik, hogy összemérjék tudásukat. A sorozatban nemcsak próbák, hanem viták, és verekedések is vannak. A legtöbb részben kiszavaznak valakit, aki lesétál Szégyenmólóra, felszáll a Balekhajóra, ami Lúzerfalvára megy.
A győztes jutalma 100 000 $.

## Magyar változat
A szinkront a Cartoon Network megbízásából a Digital Media Services készítette.[forrás?]
- Magyar szöveg: Csányi Zita és Katona László
- Hangmérnök: Árvai Zoltán
- Gyártásvezető: Derzsi Kovács Éva
- Szinkronrendező: Kertész Andrea
- Felolvasó: Bozai József

Magyar hangok
- Chris McLean – Renácz Zoltán
- Hatchet séf – Kapácsy Miklós
- Owen – Haagen Imre
- Gwen – Agócs Judit
- Heather – Dudás Eszter
- Duncan – Varga Gábor
- Leshawna – Pikali Gerda
- Geoff – Posta Victor
- DJ – Gáspár András
- Lindsay – Dögei Éva
- Bridgette – Németh Kriszta
- Trent – Vári Attila
- Izzy – Bogdányi Titanilla
- Harold – Molnár Levente
- Courtney – Solecki Janka
- Sadie – Mics Ildikó
- Beth – Madarász Éva (1-22. rész), Pupos Tímea (27. rész)
- Cody – Halasi Dániel (1-22. rész), Joó Gábor (27. rész)
- Katie – Molnár Ilona
- Tyler – Pipó László
- Justin – Pál Tamás
- Noah – Markovics Tamás
- Eva – Oláh Orsolya, Fésűs Bea (15. rész)
- Ezekiel – Kárpáti Levente (1-2. rész), Pál Tamás (22. rész) Fekete Zoltán (27. rész)
- További magyar hangok: Imre István, Presits Tamás

## Epizódok
| Bemutató dátuma        | #  | Angol cím                                  | Utolsó mályvacukor          | Kieső            |
| ---------------------- | -- | ------------------------------------------ | --------------------------- | ---------------- |
|                        |    |                                            |                             |                  |
| ELSŐ ÉVAD              |    |                                            |                             |                  |
|                        |    |                                            |                             |                  |
| 2008.09.04             | 01 | Not So Happy Campers                       |                             |                  |
| 2008.09.04             | 02 | Not So Happy Campers                       | Courtney VS Ezekiel         | Ezekiel          |
|                        |    |                                            |                             |                  |
| 2008.09.11             | 03 | The Big Sleep                              |                             | Eva (először)    |
|                        |    |                                            |                             |                  |
| 2008.09.18             | 04 | Dodgebrawl                                 | Lindsay VS Noah             | Noah             |
|                        |    |                                            |                             |                  |
| 2008.09.25             | 05 | Not Quite Famous                           | Justin VS Heather           | Justin           |
|                        |    |                                            |                             |                  |
| 2008.10.02             | 06 | The Sucky Outdoors                         | Katie VS Sadie              | Katie            |
|                        |    |                                            |                             |                  |
| 2008.10.09             | 07 | Phobia Factor                              | Courtney VS Tyler           | Tyler            |
|                        |    |                                            |                             |                  |
| 2008.10.16             | 08 | Up the Creek                               | Lindsay VS Izzy             | Izzy (először)   |
|                        |    |                                            |                             |                  |
| 2008.10.23             | 09 | Paintball Deer Hunter                      | Heather VS Cody             | Cody             |
|                        |    |                                            |                             |                  |
| 2008.10.30             | 10 | If You Can't Take the Heat...              | Heather VS Beth             | Beth             |
|                        |    |                                            |                             |                  |
| 2008.11.06             | 11 | Who Can You Trust?                         | Harold VS Sadie             | Sadie            |
|                        |    |                                            |                             |                  |
| 2008.11.13             | 12 | Basic Straining                            | Courtney x Harold           | Courtney         |
|                        |    |                                            |                             |                  |
| 2008.11.20             | 13 | X-treme Torture                            | Harold VS Duncan            | Harold           |
|                        |    |                                            |                             |                  |
| 2008.11.27             | 14 | Brunch of Disgustingness                   |                             |                  |
|                        |    |                                            |                             |                  |
| 2008.12.04             | 15 | No Pain, No Game                           | Heather VS Eva              | Eva (másodszor)  |
|                        |    |                                            |                             |                  |
| 2008.12.11             | 16 | Search and Do Not Destroy                  | Duncan VS Trent VS Owen     | Trent            |
|                        |    |                                            |                             |                  |
| 2008.12.18             | 17 | Hide and Be Sneaky                         | Duncan VS Bridgette         | Bridgette        |
|                        |    |                                            |                             |                  |
| 2009.01.08             | 18 | That's Off the Chain!                      |                             | Lindsay          |
|                        |    |                                            |                             |                  |
| 2009.01.15             | 19 | Hook, Line and Screamer                    |                             | DJ               |
|                        |    |                                            |                             |                  |
| 2009.01.22             | 20 | Wawanakwa Gone Wild!                       | Heather VS Izzy VS Gwen     | Izzy (másodszor) |
|                        |    |                                            |                             |                  |
| 2009.01.29             | 21 | Trial By Tri-Armed Triathlon               | Gwen VS Geoff               | Geoff            |
|                        |    |                                            |                             |                  |
| 2009.02.05             | 22 | Haute Camp-ture                            |                             | LeShawna         |
|                        |    |                                            |                             |                  |
| 2009.02.12             | 23 | Camp Castaways                             | Owen VS Gwen VS Kókusz úrfi | Kókusz úrfi      |
|                        |    |                                            |                             |                  |
| 2009.02.19             | 24 | Are We There, Yeti?                        | Owen VS Duncan              | Duncan           |
|                        |    |                                            |                             |                  |
| 2009.02.26             | 25 | I Triple Dog Dare You!                     |                             | Heather          |
|                        |    |                                            |                             |                  |
| magyar szinkron nélkül | 26 | TBA                                        |                             |                  |
|                        |    |                                            |                             |                  |
| 2009.03.05             | 27 | The Very Last Episode, Really              |                             | Owen             |
|                        |    |                                            |                             |                  |
| 2009.09.03             | 28 | Total Drama Drama Drama Drama Drama Island |                             |                  |
| 2009.09.03             | 29 | Total Drama Drama Drama Drama Drama Island |                             |                  |
|                        |    |                                            |                             |                  |

## Kiesési táblázat
| Helyezés | Név         | Ep 1               | Ep 2               | Ep 3               | Ep 4                    | Ep 5                    | Ep 6                    | Ep 7                    | Ep 8                    | Ep 9                    | Ep 10                   | Ep 11                   | Ep 12                   | Ep 13                   | Ep 14                   | Ep 15              | Ep 16              | Ep 17              | Ep 18              | Ep 19              | Ep 20              | Ep 21              | Ep 22              | Ep 23 | Ep 24 | Ep 25 | Ep 26 | Második évad |
| -------- | ----------- | ------------------ | ------------------ | ------------------ | ----------------------- | ----------------------- | ----------------------- | ----------------------- | ----------------------- | ----------------------- | ----------------------- | ----------------------- | ----------------------- | ----------------------- | ----------------------- | ------------------ | ------------------ | ------------------ | ------------------ | ------------------ | ------------------ | ------------------ | ------------------ | ----- | ----- | ----- | ----- | ------------ |
| 1        | Gwen        | T                  | N                  | N                  | T                       | T                       | N                       | N                       | T                       | T                       | T                       | N                       | N                       | N                       | N                       | T                  | V                  | T                  | V                  | T                  | T                  | T                  | T                  | V     | V     | N     | 1     | IGEN         |
| 2        | Owen        | T                  | N                  | N                  | T                       | T                       | N                       | N                       | T                       | T                       | T                       | N                       | N                       | N                       | T                       | T                  | N                  | T                  | T                  | N                  | N                  | V                  | T                  | T     | N     | N     | 2     | IGEN         |
| 3        | Heather     | T                  | N                  | N                  | T                       | V                       | N                       | N                       | T                       | V                       | V                       | N                       | N                       | N                       | T                       | V                  | N                  | T                  | N                  | T                  | V                  | T                  | T                  | T     | N     | K     |       | IGEN         |
| 4        | Duncan      | T                  | T                  | T                  | N                       | N                       | T                       | T                       | N                       | N                       | N                       | T                       | T                       | V                       | N                       | T                  | N                  | V                  | V                  | N                  | T                  | T                  | T                  | T     | K     |       |       | IGEN         |
| 5        | Kókusz úrfi | Kezd a 23. részben | Kezd a 23. részben | Kezd a 23. részben | Kezd a 23. részben      | Kezd a 23. részben      | Kezd a 23. részben      | Kezd a 23. részben      | Kezd a 23. részben      | Kezd a 23. részben      | Kezd a 23. részben      | Kezd a 23. részben      | Kezd a 23. részben      | Kezd a 23. részben      | Kezd a 23. részben      | Kezd a 23. részben | Kezd a 23. részben | Kezd a 23. részben | Kezd a 23. részben | Kezd a 23. részben | Kezd a 23. részben | Kezd a 23. részben | Kezd a 23. részben | K     |       |       |       | NEM          |
| 6        | LeShawna    | T                  | N                  | N                  | T                       | T                       | N                       | N                       | T                       | T                       | K                       | N                       | N                       | N                       | T                       | N                  | N                  | N                  | T                  | T                  | T                  | T                  | K                  |       |       |       |       | IGEN         |
| 7        | Geoff       | T                  | T                  | T                  | N                       | N                       | T                       | T                       | N                       | N                       | N                       | T                       | T                       | T                       | N                       | T                  | N                  | T                  | T                  | T                  | T                  | K                  |                    |       |       |       |       | IGEN         |
| 8        | Izzy        | T                  | N                  | N                  | T                       | T                       | N                       | N                       | K                       | Visszatér a 15. részben | Visszatér a 15. részben | Visszatér a 15. részben | Visszatér a 15. részben | Visszatér a 15. részben | Visszatér a 15. részben | T                  | N                  | T                  | T                  | T                  | K                  |                    |                    |       |       |       |       | IGEN         |
| 9        | DJ          | T                  | T                  | T                  | N                       | N                       | T                       | T                       | N                       | N                       | N                       | T                       | T                       | T                       | N                       | T                  | T                  | T                  | T                  | K                  |                    |                    |                    |       |       |       |       | IGEN         |
| 10       | Lindsay     | T                  | T                  | N                  | N                       | V                       | T                       | T                       | N                       | N                       | N                       | T                       | T                       | N                       | T                       | T                  | T                  | T                  | K                  |                    |                    |                    |                    |       |       |       |       | IGEN         |
| 11       | Bridgette   | T                  | T                  | T                  | N                       | N                       | T                       | T                       | N                       | N                       | N                       | T                       | T                       | T                       | T                       | T                  | T                  | K                  |                    |                    |                    |                    |                    |       |       |       |       | IGEN         |
| 12       | Trent       | T                  | N                  | N                  | T                       | T                       | N                       | N                       | T                       | T                       | T                       | N                       | N                       | N                       | N                       | T                  | K                  |                    |                    |                    |                    |                    |                    |       |       |       |       | IGEN         |
| 13       | Eva         | T                  | T                  | K                  | Visszatér a 15. részben | Visszatér a 15. részben | Visszatér a 15. részben | Visszatér a 15. részben | Visszatér a 15. részben | Visszatér a 15. részben | Visszatér a 15. részben | Visszatér a 15. részben | Visszatér a 15. részben | Visszatér a 15. részben | Visszatér a 15. részben | K                  |                    |                    |                    |                    |                    |                    |                    |       |       |       |       | NEM          |
| 14       | Harold      | T                  | T                  | V                  | N                       | N                       | T                       | T                       | N                       | N                       | N                       | V                       | V                       | K                       |                         |                    |                    |                    |                    |                    |                    |                    |                    |       |       |       |       | IGEN         |
| 15       | Courtney    | T                  | V                  | T                  | N                       | N                       | T                       | V                       | N                       | N                       | N                       | T                       | K                       |                         |                         |                    |                    |                    |                    |                    |                    |                    |                    |       |       |       |       | FÉLIG NEM    |
| 16       | Sadie       | T                  | T                  | T                  | N                       | N                       | V                       | T                       | N                       | N                       | N                       | K                       |                         |                         |                         |                    |                    |                    |                    |                    |                    |                    |                    |       |       |       |       | NEM          |
| 17       | Beth        | T                  | N                  | N                  | T                       | T                       | N                       | N                       | T                       | T                       | K                       |                         |                         |                         |                         |                    |                    |                    |                    |                    |                    |                    |                    |       |       |       |       | IGEN         |
| 18       | Cody        | T                  | N                  | N                  | T                       | T                       | N                       | N                       | T                       | K                       |                         |                         |                         |                         |                         |                    |                    |                    |                    |                    |                    |                    |                    |       |       |       |       | NEM          |
| 19       | Tyler       | T                  | T                  | T                  | N                       | N                       | T                       | K                       |                         |                         |                         |                         |                         |                         |                         |                    |                    |                    |                    |                    |                    |                    |                    |       |       |       |       | NEM          |
| 20       | Katie       | T                  | T                  | T                  | N                       | N                       | K                       |                         |                         |                         |                         |                         |                         |                         |                         |                    |                    |                    |                    |                    |                    |                    |                    |       |       |       |       | NEM          |
| 21       | Justin      | T                  | N                  | N                  | T                       | K                       |                         |                         |                         |                         |                         |                         |                         |                         |                         |                    |                    |                    |                    |                    |                    |                    |                    |       |       |       |       | IGEN         |
| 22       | Noah        | T                  | N                  | N                  | K                       |                         |                         |                         |                         |                         |                         |                         |                         |                         |                         |                    |                    |                    |                    |                    |                    |                    |                    |       |       |       |       | NEM          |
| 23       | Ezekiel     | T                  | K                  |                    |                         |                         |                         |                         |                         |                         |                         |                         |                         |                         |                         |                    |                    |                    |                    |                    |                    |                    |                    |       |       |       |       | NEM          |

## Fordítás
Ez a szócikk részben vagy egészben  a   Total Drama Island című angol Wikipédia-szócikk fordításán alapul.  Az eredeti cikk szerkesztőit annak laptörténete sorolja fel. Ez a jelzés csupán a megfogalmazás eredetét és a szerzői jogokat jelzi, nem szolgál a cikkben szereplő információk forrásmegjelöléseként.